# La Zona (Santurce)
|                                                  |                                                         |
| Coordenadas                                      | 18°26′34″N 66°4′38″O / 18.44278, -66.07722              |
| Entidad • País • Territorio • Municipio • Barrio | Sub-barrio Estados Unidos Puerto Rico San Juan Santurce |
| Superficie                                       | 0,38 km² (0,15 mi²)                                     |
| Población • Densidad poblacional                 | 1.280 (2000) 3.371,2 km² (8.731,4 mi²)                  |

La Zona es uno de los cuarenta “sub-barrios” del barrio Santurce en el municipio de San Juan, Puerto Rico. Según el censo del año 2000, este sector contaba con 1.280 habitantes y un área de 0,38 km².